# 勝利の女神だって野球したい!
『勝利の女神だって野球したい! 』（しょうりのめがみだってやきゅうしたい）は、松本ミトヒ。による日本の野球漫画。2013年から2014年まで『月刊コミック アース・スター』で連載された。

## 概要
原作者の松本ミトヒ。が『まんがタイムきららフォワード』（芳文社）にて連載していた『メガミのカゴ』の野球対決回をアーススターの編集が読んだことが最初のきっかけ。
作品の舞台は埼玉県狭山市としている。
作中の設定として高校野球の公式試合に女子生徒選手の試合出場が認められていて、男子生徒と女子生徒で構成される男女混合チームとしての野球部を描いていることが特徴的である。
『月刊コミック アース・スター』が2014年12月号で休刊することに伴い、連載が終了。コミックス第1巻のみ商業誌として刊行され、次巻に相当する書籍は『勝利の女神だって野球したい!Climax Series』のタイトルで、松本が主宰する同人サークル『T-NORTH』により、同人誌として発行された。
2014年11月25日にモーションコミック化された。

## あらすじ
少子化により学生スポーツ人口が年々減り続け、その影響が高校野球にまでおよぶと、公式試合に女子を出場させた男女混合チームの参加が認められるようになった。ルール改定後数年間、女子を出場させる高校は現れなかったが、埼玉県大会で一人の天才女子投手が高校野球史上初の女子投手によるノーヒットノーランを成し遂げる。その試合で敗退校チームを率いた顧問の手越祐一は、敗戦の責任を問われ顧問を退任し、翌年、狭山桜高校へ転任。同校の野球部の顧問が空いていて、手越は再び野球部の顧問を任されてしまう。顧問就任のその日、3年生の引退試合が催されるが、試合途中、先発投手が負傷降板。部員数9人ギリギリで他に投手経験の部員がいないなか、飛び入りの伝令係でベンチに入っていた1年生生徒の風間藍香が登板を志願。藍香の好投で試合を成立させることができたが、この日を以って3年生部員全員が引退し、以降の試合が組めなくなるため、手越は部員集めに奔走していく。

## 登場人物
担当声優はモーションコミックでの配役。

### 狭山桜高校
手越 祐一（てごし ゆういち）
声 - 柿原徹也
本作の主人公。監督。1年A組担任の体育教師。槍槙西高校野球部顧問だったが、女子投手に史上初のノーヒットノーランを取られた責任で退任。転勤先の狭山桜高校で再び野球部顧問を任される。例の敗戦の件がスポーツ新聞に掲載された際、「よわごし監督」という不名誉なあだ名が出来上がってしまっていた。学生時代は外野手としてプレイしていたが、怪我で離脱し完全不燃焼のまま引退を迎えたため、勝敗よりも試合を成立させることを旨としている。
風間 藍香（かざま あいか）
声 - 井口裕香
本作のヒロイン。投手。手越が受け持つ1年A組のクラス委員長。日直で学級日誌を手越に受け渡した際、引退試合の伝令係を頼まれベンチ入りする。先発投手が負傷で途中降板し、他に投手経験の部員がいないなか、自ら登板を志願。これをきっかけに野球部へ入部した。自分がスタンドから試合を観戦するとチームが必ず勝ち、自分が試合に出場とアクシデントが起きて必ず負けるというジンクスを持っており、そのため野球から離れていた。春川が贈った二つ名は「勝利へ導く円弧（ウィナーズ アーク）」。父は元メジャーリーガーで、姉は女子高生初ノーヒットノーラン達成者の野球一家。
仲崎 かなめ（なかざき かなめ）
声 - 井上麻里奈
四番打者。一塁手。1年B組。親戚が経営するバッティングセンターでホームラン女王に君臨している。手越に仮入部をかけた藍香との3打席勝負を挑まれ、序盤こそ捉えるも打ち分け技術が乏しく変化球や緩急への対応が鈍いなどの弱点を衝かれて打ち取られた。再戦を要求するが、手越に「練習次第でもっと上手くなる」と励まされ野球部に仮入部する。その後、藍香とは口論も多いが互いに役割を励まし合っている。愛称は「ザキ」。春川が贈った二つ名は「麗鬼の金棒（オーガ・ザ・キル）」。
猫森 結愛(ねこもり ゆあ)
声 - 小倉唯
遊撃手。1年D組。身長体重ともに小学生の平均以下だが、体育の授業で扱っていないムーンサルトを披露するなど、身軽さは藍香や仲崎を上回る。地元プロ球団西方キャッティーズの球団公式マスコット「ニャンドラ」に憧れており、将来はスーツアクターを志望している。二遊間に身体能力の優れた生徒を据えようと構想していた手越は、彼女をフィールドビューシートでの観戦に誘う。同行した宮坂ととも連携してプレゼントボールをキャッチし観戦に満悦した猫森は、それを機会に野球部に入部する。春川が贈った宮坂とのコンビの二つ名は「姉妹猫の遊戯（シスターズキャットウォーク）」。
宮坂 小町(みやざか こまち)
声 - 徳井青空
二塁手。1年D組。学業成績、身体測定ともに学年トップの才女で、校内一のイケメン女子として名高い。猫森を誘った手越とともに西方キャッティーズの試合観戦に同行。猫森にプレゼントボールのキャッチを成功させて、ともに満足した宮坂は、猫森と一緒に野球部へ入部した。実は猫森に憧れる百合っ娘。藍香の代わりにバッティングピッチャーを務めたり投手交代することもある。
春川 千絵（はるかわ ちえ）
声 - 石原夏織
マネージャー。1年D組。オタク趣味の中二病気質な腐女子。校内での手越とのすれ違い際に、野球の書籍（実際は野球の同人小説）を持参していたところ、手越との会話が弾み、部の見学を勧められ、入部を勧誘される。運動音痴を理由に固辞するが、女子選手が増え、女子の人手を欲していた手越からマネージャーとしての入部を請われた。ドジっ娘ではあるが、自身のオタク知識を駆使して合宿の予約を交渉するなど、部を支えている。
薬丸 海翔（やくまる かいと）
声 - 逢坂良太
捕手。1年A組。ぶっきらぼうな性格で女性選手を毛嫌いしている。バッテリーを組む藍香とは痴話喧嘩になることもあるが、決して信頼関係が無いわけではなく、本塁打を打たれて座り込む藍香にかけより励ますなど、手越からは良い女房役と評されている。春川が贈った二つ名は「三白眼の知将（スカウル・ジェネラル）」。
鶴橋（つるはし）
声 - 梅原裕一郎
右翼手。2年生男子部員。3年生引退後の主将。眼鏡をかけている。
守谷（もりや）
中堅手。2年生男子部員。お調子者。
浦賀（うらが）
左翼手。2年生男子部員。小太りで丸刈り姿をしている。
家沼（かぬま）
三塁手。1年生男子部員。
楠田（くすだ）
引退試合に先発した3年生部員の投手。ヘッドスライディング時に指を負傷し治療のため降板。藍香にマウンドを譲る。試合後、他の3年生部員とともに部を引退した。

### 所沢東高校
風間 蒼依（かざま あおい）
声 - 堀江由衣
藍香の実姉。2年生。サウスポー投手。手越が前年監督を務めていた槍槙西高校との試合で、高校生女子投手として史上初のノーヒットノーランで勝利した天才少女。ストライクが入る度、不敵に微笑み、打ち取った打者を心の底から憐れむような目で見つめるその様を、手越は「戦場（フィールド）を支配する冷徹の魔女」と評している。藍香との姉妹仲はあまり良いようには見えず、彼女の才能は認めているものの、自分のジンクスに苦しむ藍香を悲しませないため、彼女に野球を辞めて欲しいと願っている。
友坂 知恵莉（ともさか ちえり）
声 - 竹達彩奈
マネージャー。卑猥な解説ぶりを味方チームから「友坂マネの官能解説」と呼ばれている。
マリア
声 - 内田真礼
一塁手。ドミニカ人ハーフで身長2メートル超の超高校級スラッガーの新入女子部員。

### 槍槙西高校
大塚 惣司（おおつか そうじ）
手越の学生時代の後輩で、手越が去った後の槍槙西高校野球部の顧問教師。ノリの軽い男。狭山桜高校に練習試合を申し込む。
久宝 紗菜（くぼう さな）
アンダースロー投手。1年生ながらエースで主将を務める。元ソフトボール選手で埼玉大会を優勝に導くも、女子しかいないチームにいても男子にモテないからつまらないという理由で高校から野球に転向した。爪が弱いため手入れを欠かさない。

### その他
風間 積笠（かざま つかさ）
藍香と蒼依の父。西方キャッティーズのエースピッチャーだった元プロ野球選手。前人未踏の開幕26連勝を記録し、翌年メジャー移籍して2桁勝利を挙げるもシーズン途中から成績不振に陥り、その後勝利できぬまま引退した。藍香が野球を始め練習のために彼の登板試合を見に行けなくなった途端、連勝記録が途絶えたため、父の引退は自分のジンクスのせいと、藍香は苛んでいる。

## 書誌情報
単行本
- 松本ミトヒ。『勝利の女神だって野球したい!』アース・スター エンターテイメント〈アース・スター コミックス〉、全1巻
  1. 2014年5月12日発売[10]、ISBN 978-4-8030-0576-9

著者関連同人誌
| 書名                                     | 発刊日         | 発刊イベント         |
| ---------------------------------------- | -------------- | -------------------- |
| 女神の休日                               | 2014年5月5日   | COMITIA108           |
| 勝利の女神だって野球したい!Climax Series | 2014年12月30日 | コミックマーケット87 |
| ザキさんと僕の夏休み                     | 2015年8月16日  | コミックマーケット88 |

## モーションコミック
本作最終話を掲載した月刊コミック アース・スター2014年12月号にてモーションコミック化を発表。2014年11月25日から2015年1月30日にかけてコミックス第1巻の内容にあたる全6話がENSOKUにて順次配信された。